# Glacier Tyndall (Chili)
Pour les articles homonymes, voir Glacier Tyndall.
Le glacier Tyndall est un glacier situé dans le parc national Torres del Paine, au Chili. C'est l'un des plus grands glaciers du champ de glace Sud de Patagonie.

## Toponymie
Il est nommé d'après le glaciologue irlandais John Tyndall.

## Géographie
Son front principal (parfois appelé en cet endroit glacier Geikie) donne sur le lac Geikie, et un front secondaire donne sur le lac Tyndall. Comme son voisin, le glacier Grey (qui donne sur le lac Grey), il a considérablement régressé ces dernières années. Cette régression a permis la découverte d'un cimetière d'ichtyosaures par Judith Pardo (reptiles marins préhistoriques).

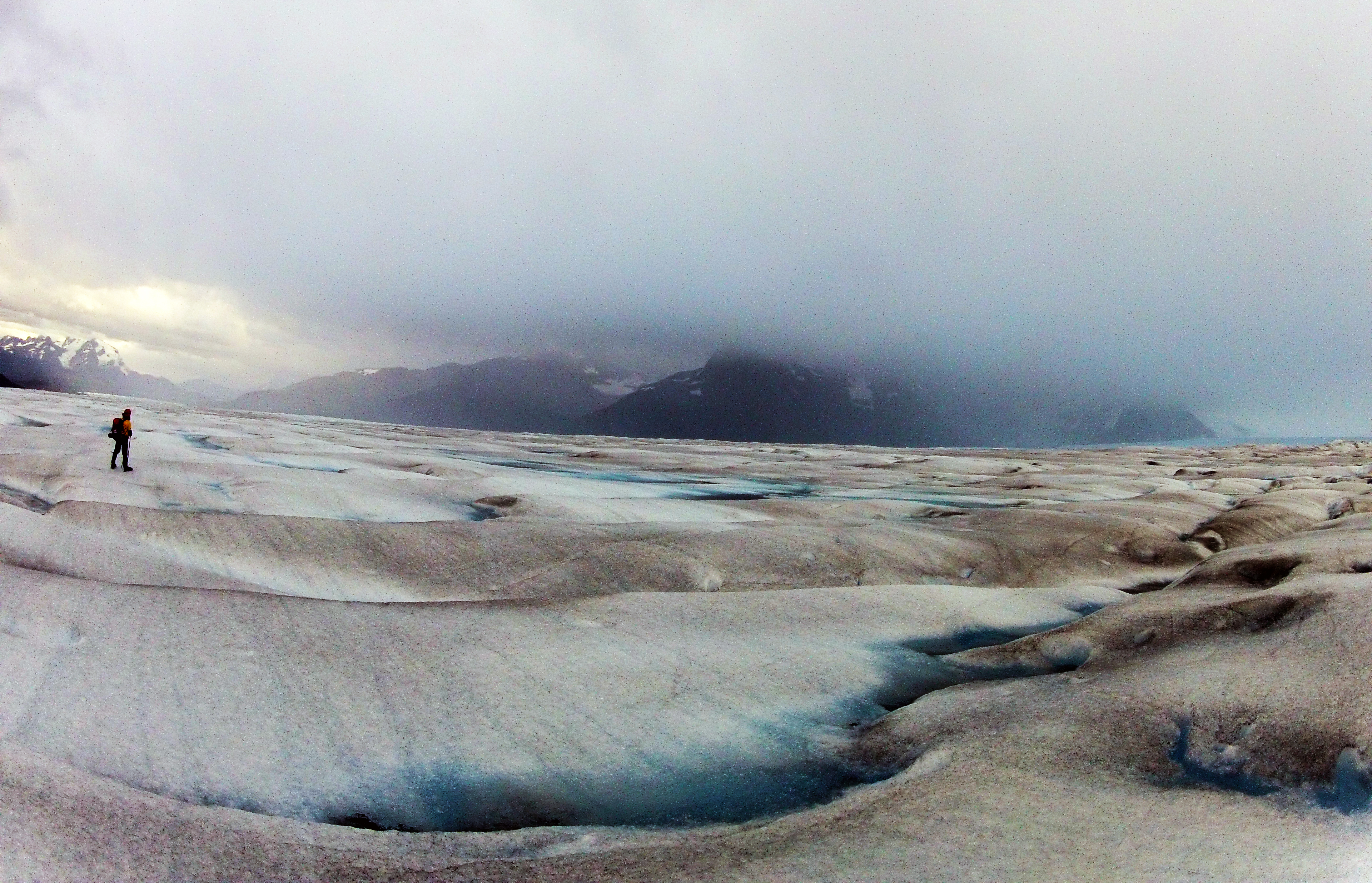
Paysage sur le glacier Tyndall
Carte du parc national Torres del Paine avec les deux lacs glaciaires Geikie & Tyndall en bas à gauche.